# Muzeum Regionalne w Człuchowie
Muzeum Regionalne w Człuchowie – muzeum z siedzibą w Człuchowie. Placówka jest miejską jednostka organizacyjną, a jej siedzibą są pomieszczenia człuchowskiego zamku.
Początki człuchowskiego muzealnictwa sięgają 1911 roku, kiedy to w budynku starostwa (obecny Urząd Miejski) powstała izba muzealna. Na bazie zbiorów izby w 1927 roku utworzono Muzeum Regionalne (Heimatmuseum). Placówka działała do lat II wojny światowej, po zakończeniu której jej zbiory uległy zniszczeniu lub rozproszeniu.
Aktualnie funkcjonujące muzeum powstało w 1976 roku. Jego siedzibą był tzw. dwór miejski, pochodzący z drugiej połowy XIX wieku (Al. Wojska Polskiego 3). W latach 1986–1990 przeprowadzono remont budynku, a muzealne wystawy udostępniono do zwiedzania w 1993 roku. W 2008 roku, na mocy uchwały rady miejskiej w Człuchowie z 2008 roku, na nową siedzibę muzeum przeznaczono pomieszczenia zamkowe, w których w latach 2009–2012 przeprowadzono prace remontowe. Otwarcie ekspozycji dla zwiedzających miało miejsce 2 maja 2013 roku.
W ramach wystaw stałych prezentowane są zbiory dotyczące historii miasta i zamku, oraz kultury materialnej Ziemi Człuchowskiej.
Muzeum jest obiektem całorocznym, czynnym od wtorku do niedzieli w godzinach 10.00 – 18.00.Kasa czynna do godziny 17.30. W poniedziałek nieczynne.